# Гарбузовский сельский совет (Лебединский район)
Гарбузовский сельский совет (укр. Гарбузівська сільська рада) — входит в состав
Лебединского района
Сумской области
Украины.
Административный центр сельского совета находится в 
с. Гарбузовка
.

## Населённые пункты совета
- с. Гарбузовка
- с. Караван
- с. Панченки
- с. Савенки
- с. Сытники
- с. Стеблянки
- с. Харченки
- с. Яроши